# Ed Williams
Edwin Wallace Williams, detto Ed (San Jose, 26 novembre 1926), è un attore e comico statunitense.

## Biografia
Meglio conosciuto per aver interpretato Ted Olson in Una pallottola spuntata, prima Williams era un Broadcasting e insegnante di Discorso al Los Angeles City College nel sud della California. È andato in pensione per poi prendere lezioni di recitazione. Con l'aiuto di alcuni contatti, ha iniziato a recitare. Nonostante il successo del film Una pallottola spuntata ha avuto solo ruoli minori in altri film o serie tv.

## Filmografia

### Cinema
- Going to the Chapel, regia di Paul Lynch (1988)
- Una pallottola spuntata (The Naked Gun: From the Files of Police Squad!), regia di David Zucker (1988)
- Una pallottola spuntata 2½ - L'odore della paura (The Naked Gun 2½: The Smell of Fear), regia di David Zucker (1991)
- Il padre della sposa (Father of the Bride), regia di Charles Shyer (1991)
- High Strung, regia di Roger Nygard (1991)
- Carnosaur - La distruzione (Carnosaur), regia di Adam Simon e Darren Moloney (1993)
- Una pallottola spuntata 33⅓ - L'insulto finale (Naked Gun 33⅓: The Final Insult), regia di Peter Segal (1994)

### Televisione
- Quelli della pallottola spuntata (Police Squad!) – serie TV, 6 episodi (1982)
- Madame's Place – serie TV, episodio 1x41 (1982)
- MacGyver – serie TV, episodio 1x13 (1986)
- Disneyland – serie TV, episodio 31x04 (1986)
- Alien Nation – serie TV, episodio 1x00 (1989)
- Matlock – serie TV, episodio 4x12 (1989)
- Avvocati a Los Angeles (L.A. Law) – serie TV, episodio 4x16 (1990)
- Il triangolo del peccato (The Woman Who Sinned) – film TV (1991)
- Sisters – serie TV, episodi 6x16-6x26 (1996)
- The Loop – serie TV, episodio 1x05 (2006)
- Beautiful (The Bold and the Beautiful) – serial TV, puntata 4900 (2006)
- Dr. House - Medical Division (House, M.D.) – serie TV, episodio 7x08 (2010)

## Doppiatori italiani
Nelle versioni in italiano delle opere in cui ha recitato, Ed Williams è stato doppiato da:
- Mario Milita in Una pallottola spuntata 2½ - L'odore della paura, Una pallottola spuntata 33⅓ - L'insulto finale
- Manlio Guardabassi in Una pallottola spuntata
- Dario Penne ne Il padre della sposa
- Sandro Iovino in Carnosaur - La distruzione
- Giorgio Lopez in Quelli della pallottola spuntata